# Свободная провинция Гуаякиль
Свободная провинция Гуаякиль — южноамериканское историческое государство, возникшее в 1820 году, после обретения провинцией Гуаякиль независимости от Испанской империи.

## История
Государство возникло в результате революции 9 октября 1820 года. Эта революция положит начало войны за независимость Эквадора от Испанской империи.
Двадцать три дня после революции, в среду, 8 ноября, был учреждён Конгресс Свободной провинции Гуаякиль. Именно этот орган будет разрабатывать указы, и разработает конституцию.
Её основные положения содержали элементы либерализма, такие как свобода торговли, добровольная военная служба (за исключением случаев войны), право выбора. Начала зарождаться отмена рабства, например, указ о том, что дети рабов будут свободны.

### Административное деление
Свободная провинция Гуаякиль — унитарное государство. Свободная провинция Гуаякиль включала в себя те же территории, что и во время её подчинения Испанской империи, включая земли от Эсмеральдаса на севере и до Тумбеса на юге, а также между Тихим океаном на западе и предгорьями хребта Анды на востоке. Она охватывала большую часть побережья Эквадора, нынешние эквадорские провинции, часть провинций современного Перу.

### Внешняя политика

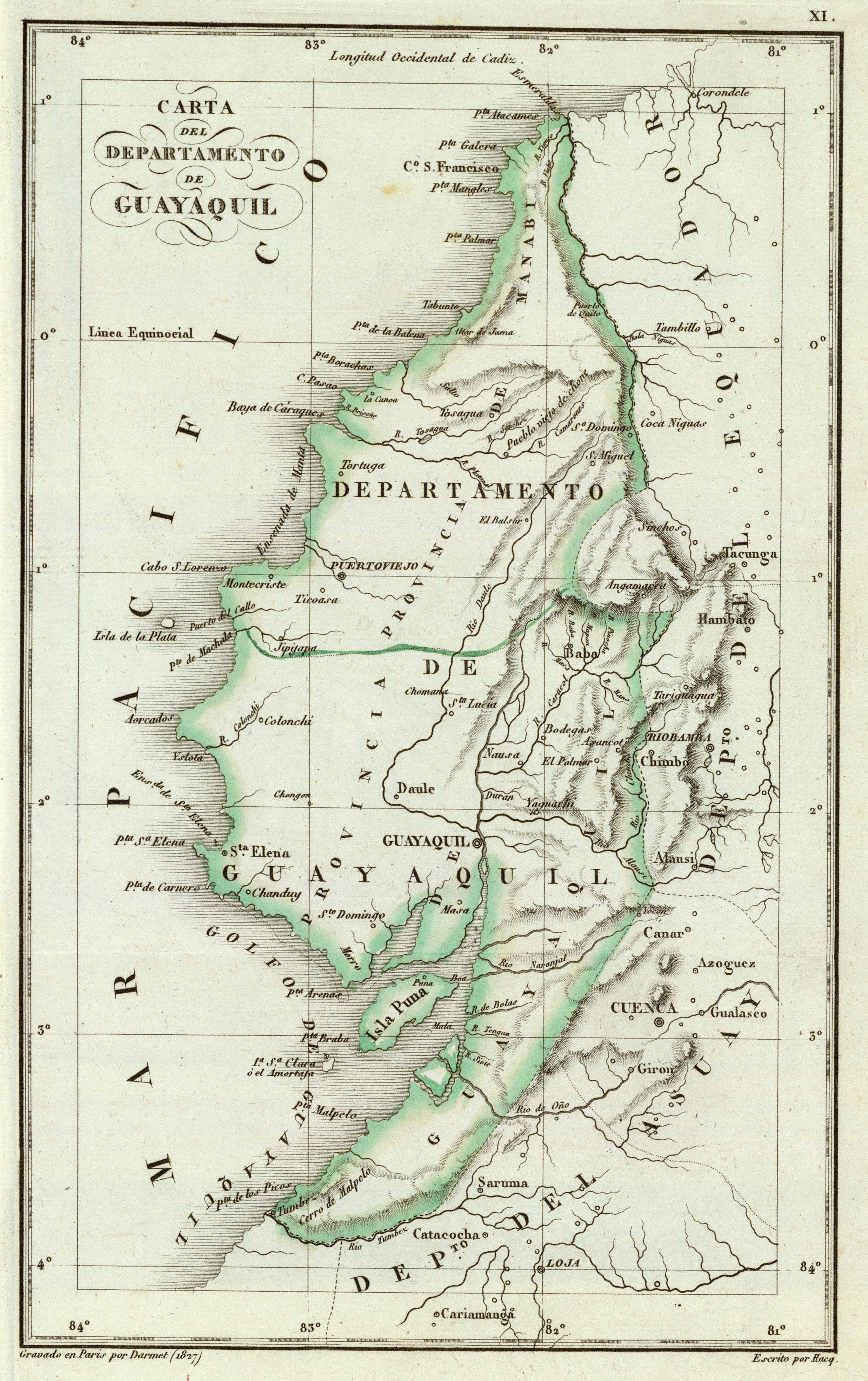
Карта департамента Гуаякиль в составе Великой Колумбии

Большинство государств того времени не видели Гуаякиль серьёзным противником на политической арене, и не обращали на него внимание.
Первичной целью революционеров был захват провинции Кито. Вполне возможно, что правители Гуаякиля стремились к созданию независимой республики на территориях провинции Кито.
После обретения независимости правительство провинции сформировало армию численностью 1500 человек для освобождения Кито.
Генерал Антонио де Сукре прибыл в Гуаякиль с колумбийским вспомогательным отрядом из 700 вооруженных и экипированных людей в августе 1821 года и сражался вместе с армией Гуаякиля против испанцев, которые все ещё угрожали независимости провинции. Гуаякильско-колумбийская армия под командованием де Сукре одержала победу в битве при Ягуачи, окончательно обеспечив независимость Свободной провинции Гуаякиль от Испанской империи.
После, вместе с колумбийскими войсками, они атаковали войска испанцев, и завершили полное освобождение 24 мая 1822 года в битве при Пичинче, где флаг Гуаякиля развевался рядом со знаменами Великой Колумбии.

Второй флаг Свободной провинции Гуаякиль

### Присоединение к Великой Колумбии
11 июля 1822 года Боливар прибыл в Гуаякиль. Произошла Гуаякильская конференция.
Боливар считал присоединение провинции к Великой Колумбии стратегическим. Боливар, при поддержке военных, устроил государственный переворот, провозгласил себя лидером провинции и издал указ об интеграции Гуаякиля в Великую Колумбию, игнорируя протесты прошлого правительства Гуаякиля .
31 июля 1822 года Свободная провинция Гуаякиль объявила об официальном присоединении к Великой Колумбии. По этой причине Гуаякиль стал юго-западным округом Великой Колумбии, вместе с департаментом Эквадор со столицей в Кито. Он стал носить название Департамент Гуаякиль со столицей в Гуаякиле.